# Дабиша
Дабиша је српски стрипски серијал чији је стваралац био сценариста и цртач Божидар Веселиновић. Изворно је објављиван од 1965. до 1969. у облику свезака у едицијама Никад робом и Цртана школа, у продукцији и издању горњомилановачког издавача Дечје новине. 
Стрип припада жанру историјске пустоловине смештене у српски средњи век.

## Стрипографија
1. Повратак плавог ловца, „Никад робом“ бр. 20, 1965.
2. Отмица, „Никад робом“ бр. 35, 1966.
3. Сусрет у Млецима, „Никад робом“ бр. 50, 1966.
4. На повратку, „Никад робом“ бр. 88, 1967.
5. Властелинова тајна, „Никад робом“ бр. 130, 1968.
6. Убица, „Никад робом“ бр. 137, 1968.
7. Освета, „Никад робом“ бр. 153, 1968.
8. Муса, „Никад робом“ бр. 192, 1969.
9. Преварени витез, „Цртана школа“ бр. 2, 1969.

Аутор је 1996. године поново нацртао три епизоде Дабише за Политикин Забавник, под заједничким насловом „Повратак Плавог ловца“.